# Guercif
Guercif, Jarsīf ou Garsif (em árabe: جرسيف) é uma cidade do nordeste de Marrocos, capital da província homónima, que faz parte da região de Taza-Al Hoceima-Taounate. Em 2004 tinha 56 526 habitantes e estimava-se que em 2012 tivesse 59 257 habitantes.